# N398 (België)
De N398 is een gewestweg in België tussen Westouter (N315) en de Franse grens bij Loker (N372). De weg heeft een lengte van ongeveer 2 kilometer.
De gehele weg bestaat uit twee rijstroken voor beide rijrichtingen samen.